# Kristen anarkism
Kristen anarkism är en ideologisk inställning som kombinerar anarkismens förkastande av hierarkier och förtryck med kristen tradition. 
Begreppet myntades 1894 i en recension av Lev Tolstojs bok Guds rike finns inom dig (1894). Den kristna anarkismen står närmare anarkokommunismen än individualanarkismen och knyts ofta till den pacifistiska traditionen genom tänkare som Henry David Thoreau, Lev Tolstoj, Dorothy Day och Jacques Ellul. 

## Historia
Den kristna anarkismen har sin utgångspunkt bland annat i Bibelns berättelser. En av nyckeltexterna är berättelsen om när Israels folk ber profeten Samuel om att få en kung, trots Guds ovilja och profetens varningar om kungars maktmissbruk och förtryck. Berättelsen om Jesus och hans undervisning i framförallt Bergspredikan är också central för ideologin.
I efterbiblisk tid har anarkistiska karaktärsdrag gestaltats hos en rad olika kristna rörelser. Bland dessa utmärker sig särskilt den döparrörelse som växte fram under 1500-talet i det Tysk-romerska riket. Personer i rörelsen kallades av dess antagonister för anabaptister, och i rörelsen fanns flera grupperingar med kommunalistiska tendenser, bland annat Hutteriterna. Gemensamt för flera anabaptistiska grupperingar var att de vägrade delta i statens våldsutövande och blev för detta ställningstagande ofta förföljda och avrättade.
Den engelska gruppen Diggers var en protestantisk anarka-kommunistisk rörelse i England under åren 1649-50. 
Idag finns en rad olika anarkistiska strömningar inom och utanför den etablerade kyrkan. Däribland Catholic Worker-rörelsen, den antiauktoritära och ledarlösa Kväkarrörelsen och de ryska dukoborzerna.